# Заргани
Зарганите (Belone) са род животни от семейство Зарганови (Belonidae).
Таксонът е описан за пръв път от Жорж Кювие през 1816 година. Таксономичният му тип е зарган.

## Видове
- Belone belone – Зарган
- Belone euxini
- Belone svetovidovi